# Харем
Харем (арап. حرم) је део домаћинства у полигамијским породицама, карактеристичан за ислам. Строго је затворен и добро чуван и заклоњен. У њему се смештају супруге, конкубине и робиње богатих муслимана који могу себи то да приуште.
Царски харем турских султана налазио се у Топкапи сарају, палати која је изграђена по наређењу великог Мехмеда Освајача, султана који је освојио Цариград 1453. године. Харем је био дом свих жена које су окруживале султана, и у њему су владала посебна правила…
Харем је био дом султанове мајке или валиде султаније, бројних султанових жена и конкубина, као и бројних слушкиња. Харем су чували црни евнуси, а саме жене биле су подељене у две велике групе. Прву, нижу, чиниле су слушкиње чији је посао био да чисте и служе остале жене. Слушкиње су биле подељене на нивое у зависности од својих способности, умећа и стажа проведеног у харему. Привилеговану класу чиниле су, поред краљице мајке и султанове дојиље (која је такође заузимала веома важно место у харему), султанове конкубине и жене, које су биле биране према својој лепоти и способности да лепо певају, свирају неки инструмент или плешу. 
Кад би стигле у харем, ове жене би прво постале ученице старијих и искуснијих жена које би их облачиле и спремале за излазак пред султана. Ако би султан запазио неку од њих, та жена би одмах добила посебне одаје у којима би се спремала за састанак са султаном. Ако би након прве проведене ноћи са султаном остала у његовој милости, постајала би царска конкубина, а ако би му подарила сина и тај син би био султанов првенац, постајала би прва жена султана. Ако би њен син наследио султана, она би онда постајала краљица мајка или валид султанија. Краљице мајке су имале веома велики углед и утицај на султана. Владавином Сулејманa I отпочео је период дуг око 130 година, познат као Султанат жена, у коме је више жена тј. валида султанија имало веома велику моћ и утицај на државне послове.
За разлику од харема у палати Топкапи који се звао још и Кућа весеља, стара краљевска палата на трећем брду, Ески сарај, био је дом тзв. Куће суза, харема у ком су живеле жене и деца ранијих султана. Кад би султан умро, све његове жене и конкубине прелазиле би у Кућу суза са свом својом децом која не би настрадала у уобичајеним братоубилачким чисткама које су се дешавале сваки пут кад би дошло до смене на престолу, и тамо би остајале до краја живота. Додуше, неке жене које нису стигле да постану султанове конкубине, понекад би се удавале за османске великодостојнике.
Дисциплина у харему била је на веома високом нивоу. Чувари харема су физички кажњавали сваку жену која би се показала непослушном. Оне које би бивале више пута кажњаване и које би се показале као непоправљиве, биле би по директном султановом наређењу избачене из султановог харема и послате у Кућу суза, а сва имовина би им била одузета. Ако би пак, биле криве за вештичарење или други преступ сличне тежине, биле би убачене у врећу везаних руку и ногу и бачене тако у море током ноћи.